# Francis Bacon (schilder)
Francis Bacon (Dublin, 28 oktober 1909 – Madrid, 28 april 1992) was een Iers-Britse expressionistische kunstschilder. Hij maakte portretten van personen, wier gezicht of lichaam misvormd was om een betere indruk van hun psychische en emotionele gesteldheid te geven. Bacon portretteerde niet de buitenkant van mensen, maar hun binnenkant. Zijn schilderijen hebben vaak een groteske, duistere en angstaanjagende uitstraling.

## Karakterisering van zijn werk
De geportretteerden in het werk van Bacon zijn vaak eenzame, wanhopige en depressieve personen die in een chaotische wereld leven en zich hebben teruggetrokken in een claustrofobische duistere locatie.
Bacon maakte gebruik van een unieke schildertechniek waarbij hij eerst verf op een doek smeet en daarna pas ging kijken wat hij in de verfklodders zag. Pas als hij een voorstelling in de abstracte verf zag, ging hij deze klodders uitsmeren met een doek, waarbij de verf in de poriën van het (ongeprepareerde) linnen werd gedrukt. Tijdens het uitsmeren kwam hij al werkende tot een eindresultaat, wat hij 'boetseren in verf' noemde. Door de snelle, dynamische en spontane manier van schilderen en door de vele onbeschilderde plekken in zijn schilderijen kunnen zijn werken worden beschouwd als aquarellen in olieverf.
Bij Bacon vormde compositie het belangrijkste onderdeel van het schilderij. Hij experimenteerde net zo lang tot hij de juiste verhouding tussen vorm, kleur en diepte had. Hierbij was de leegte even belangrijk als de vormen en figuren zelf waren. Volgens Bacon was het maken van composities dan ook zijn enige drijfveer als kunstenaar: structuur scheppen in de chaos die zijn eigen leven was. Alle figuren hadden, tot in de kleinste details, een speciale betekenis in Bacons leven en alleen door deze figuren en vormen in strakke compositie te plaatsen kon hij met die obsessies afrekenen. Omdat het maken van composities veel experimenteren en oefenen vergde, maakte Bacon tientallen schilderijen over hetzelfde onderwerp, net zo lang totdat hij de ultieme compositie maakte en met dat beeld kon afrekenen. Steeds terugkerende beelden die door Bacons hoofd spookten en waarmee hij dus diende af te rekenen waren de kruisiging, drieluiken, het portret van Velázquez, de zelfmoord van zijn geliefde George Dyer, schilderijen van Vincent Van Gogh, de menselijke mond, roofdieren en röntgenfoto's. Al deze figuren en thema's keerden constant terug in zijn werk.
Hoewel Bacons werk nooit abstract is geworden, schilderde hij zijn schilderijen wel bewust onduidelijk waardoor meerdere interpretaties mogelijk werden. Bacon wilde dat 'de verf een eigen leven ging leiden', waarmee hij bedoelde dat ieder mens in de compositie kon zien wat hij erin kon zien. De details, personen en voorwerpen op het schilderij waren voor hem zeer persoonlijk gevoelig en, naar zijn eigen zeggen, niet belangrijk voor de kijker. De kijker hoefde alleen de harmonie, rust en orde van de compositie te ervaren.
Het werk van Bacon wordt vaak tot het expressionisme gerekend, maar er zijn ook raakvlakken met het surrealisme. Bacon noemde zichzelf een 'persoonlijk realist': hij schilderde zijn ervaringen en waarnemingen op een manier zoals hij die in zijn hoofd wilde rangschikken.

## Levensloop

### Jeugdjaren
Bacon werd geboren in Dublin als de zoon van een voormalig Brits legerofficier die zijn geld verdiende met het fokken van racepaarden. Het gezin Bacon had naast Francis nog twee zoons en een dochter. Francis werd vernoemd naar een verre voorvader van de familie: de 17e-eeuwse filosoof Francis Bacon.
Francis' jeugd verliep ongelukkig en dat zou meteen het karakter van al zijn latere schilderijen bepalen. Vader Bacon was een autoritair man die zijn zoon vaak sloeg en zijn moeder leidde een teruggetrokken en zwijgzaam bestaan. De andere twee zoons overleden al in hun kindertijd waardoor vader Bacon al zijn aandacht op de jonge Francis ging vestigen. Vader hoopte dat zijn zoon legerofficier zou worden, maar Francis zelf dacht daar heel anders over. Hij was een dromer die het liefst liep te fantaseren in plaats van sporten. Ook leed hij aan astma, waardoor hij allergisch voor paarden was (paardrijden was in die tijd een vereiste voor een officier). De reeds broze band tussen vader en zoon verslechterde toen Francis tegen zijn vader vertelde dat hij homoseksueel was en dat hij kunstenaar wilde worden. Vader wilde geen contact meer met hem en nadat hij zijn zoon op een dag voor de spiegel, gehuld in moeders ondergoed, had betrapt, schopte hij hem het huis uit.
Vanaf 1925 zwierf Bacon door Engeland waar hij zich in leven wist te houden met winkeldiefstal en de 3 pond die zijn moeder hem iedere week opstuurde. Tijdens een van zijn vele omzwervingen ontmoette hij Harcourt Smith, een voormalige legerofficier en een vriend van zijn vader. Bacon kreeg een relatie met deze Harcourt Smith en jaren later zou Bacon zeggen dat zijn vader Harcourt Smith bewust op hem had afgestuurd, ter redding van de ondergang. Kennelijk hield zijn vader dus meer van zijn zoon, dan hij zelf dacht.

### Binnenhuisarchitect

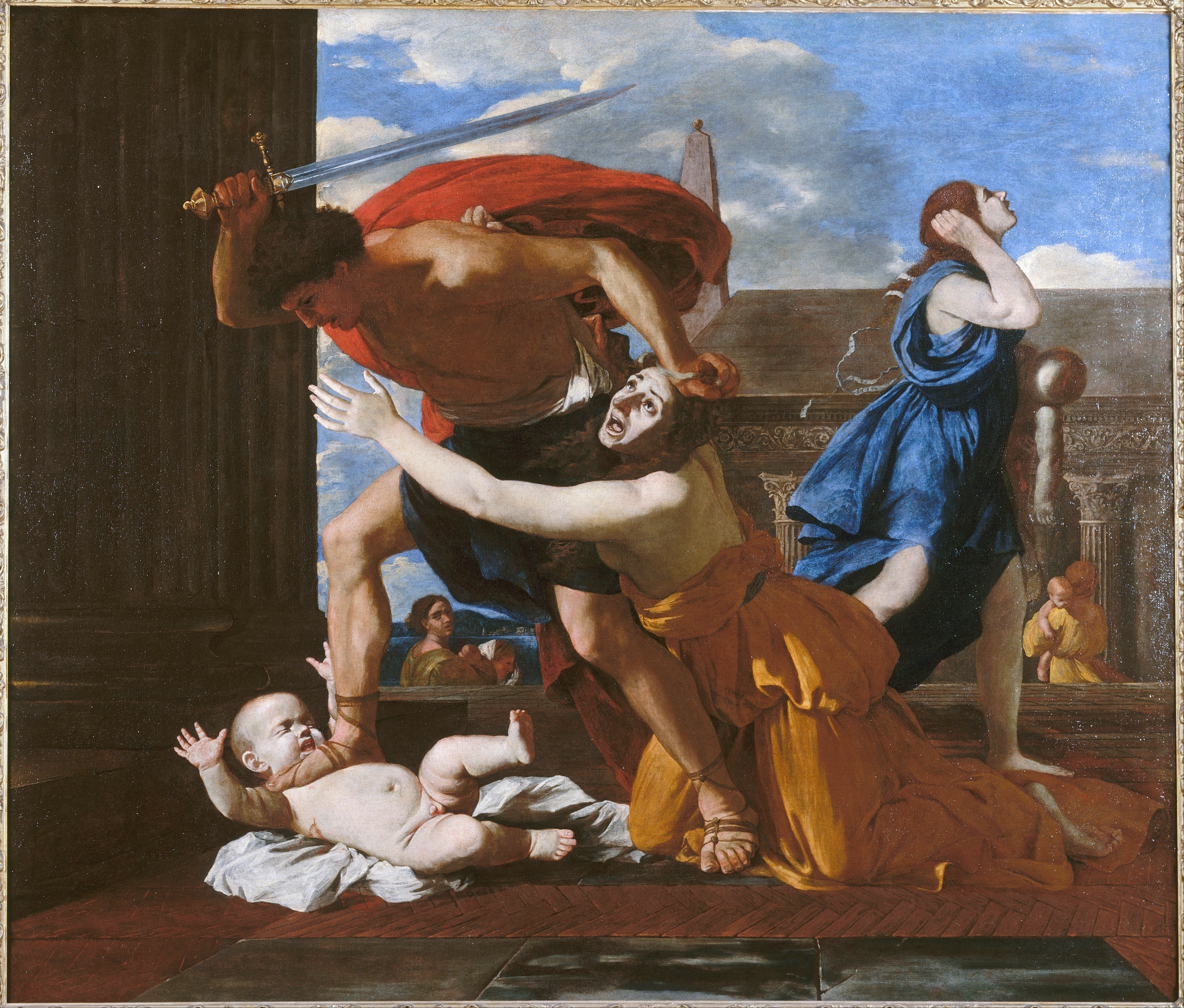
Le Massacre des innocents van Nicolas Poussin (1625-1626 of 1628-1629).

Harcourt Smith gaf Bacon onderdak, steunde hem financieel en betaalde zijn tekenlessen. Samen met Smith vertrok Bacon in 1927 naar Berlijn dat, op dat moment, het centrum van kunst en architectuur was. Hier volgde Bacon een opleiding tot binnenhuisarchitect waarna hij meubels ging maken in de stijl van de Franse ontwerper Le Corbusier. Kort hierna liep de relatie tussen Francis en Harcourt op de klippen, hetgeen geen enkel probleem voor Francis vormde. Hij had namelijk allang ontdekt dat hij een talent had om rijke oude mannen te verleiden. Francis begon zijn relaties als geldschieters te gebruiken en wist zodoende een financieel onafhankelijk kunstenaar te worden.
| FB "... I think probably the best human cry in painting was made by Poussin." DS "In The Massacre of the Innocents?" FB "Yes, which is at Chantilly. And I remember I was once with a family for about three months living very near there, trying to learn French, and I went a great deal to Chantilly and I remember this picture always made a terrific impression on me." |
| — Tweede interview met Francis Bacon (mei 1966). |

Zodoende kwam Bacon in 1928 terecht in Frankrijk waar hij in de stad Chantilly een atelier betrok om daar zijn meubels te maken. In deze stad zag hij het schilderij dat zijn leven veranderde: in het Chateau de Chantilly hing het beroemde schilderij 'Le Massacre des innocents' van Nicolas Poussin. Bacon was zo diep geschokt van het emotionele en gewelddadige schilderij dat hij zijn architectonische ambities opgaf om kunstschilder te worden.
Niet veel later bezocht hij Parijs waar hij een tentoonstelling met tekeningen van Picasso zag. Hier kwam hij voor het eerst in aanraking met de zogenoemde biomorfische figuren. Dit zijn portretten van personen waarbij het lichaam en het gezicht zijn misvormd om een betere indruk van de psychische en emotionele gesteldheid te geven. Volgens Bacon was dit de toekomst van de schilderkunst: een schilder moet niet de realiteit proberen na te bootsen, want die taak heeft de fotografie al overgenomen. Een kunstenaar moet gevoelens in beelden uitdrukken. Dat geeft een schilderij meerwaarde boven een foto.

### Vroege carrière
In 1929 keerde Bacon terug naar Engeland waar hij zich fulltime stortte op het schilderen. Door gebrek aan financiële middelen moest Bacon zich beperken tot het maken van aquarellen op papier. Bacon weigerde de kunstacademie te volgen, omdat hij geloofde dat je op een academie alleen maar leerde wat de docent zelf mooi vond. De beste manier om het te leren was door het gewoon te doen.
Pas vanaf 1931 begon Bacon met het schilderen met olieverf. In deze tijd trok hij in bij Jessica Lightfoot. Lightfoot was vroeger de nanny van huize Bacon geweest en ze had de jonge Francis grotendeels opgevoed. Francis zag Lightfoot als zijn moeder en zij gaf hem een gevoel van bescherming en zekerheid, hetgeen hij hard nodig had in zijn chaotische leven. Er ontstond een unieke en merkwaardige vriendschap tussen hen en tot aan haar dood, in 1951, woonden de twee samen.
De schilderscarrière van Bacon verliep uiterst moeizaam. Bacon slaagde er niet in om ook maar één schilderij te verkopen en zelf was hij over veel van zijn werken ook ontevreden. Ieder schilderij dat Bacon niet beviel, vernietigde hij meteen. Er zijn dan ook nauwelijks schilderijen overgebleven uit deze periode.
In 1933 raakte Bacon gefascineerd door het thema kruisiging. Hoewel Bacon een overtuigd atheïst was, geloofde hij dat de kruisiging het ultieme symbool van het menselijke lijden en de zinloosheid van het leven was. Bacon maakte een schilderij van een vreemd wezen dat aan een kruis hing, tegen een pikzwarte achtergrond. Het wezen is wit van kleur en de huid is zo doorzichtig dat de botten erdoorheen zichtbaar zijn. Bacon slaagde erin het schilderij te verkopen aan een kunsthandelaar die het werk in een boek afdrukte naast een schilderij van Picasso. Dit boek werd gelezen door de invloedrijke verzamelaar Sir Michael Sadler, die het schilderij meteen kocht en de schilder een opmerkelijke opdracht gaf: Bacon moest een röntgenfoto van Sadlers schedel naschilderen. De kruisiging en het portret zorgden ervoor dat Bacon de aandacht van kunstkringen wist te trekken.
In 1935 zag hij Pantserkruiser Potjomkin van Sergej Eisenstein, waarbij de scène met de schreeuwende vrouw bij de Potjomkintrappen een diepe indruk op hem maakte.
Zo snel als hij in de spotlight stond, zo snel was hij er weer uit. In de winter van 1935-1935 probeerde Bacon deel te nemen aan een tentoonstelling voor surrealistische schilders, maar zijn werk werd geweigerd omdat het niet specifiek surrealistisch zou zijn. Hierop besloot Bacon zelf maar een expositie te organiseren, maar deze werd weggehoond door de kritiek. Hevig teleurgesteld besloot Bacon opnieuw alles te vernietigen.
Nadat Bacons complete oeuvre verloren was gegaan, daalde zijn productiviteit tot een minimum en hij ging verloren in een wereld van drank en gokken.
Pas vanaf 1938 begon Bacon weer langzaam met schilderen. Dit kwam vooral door zijn relatie met Eric Hall, een machtige kunsthandelaar die - ondanks zijn huwelijk en kinderen - openlijk homoseksueel was. Eric Hall kocht schilderijen van Bacon en gaf die aan andere kunsthandelaren, waardoor de naam van Bacon al snel weer een begrip werd in de kunstenaarswereld. In de jaren 40 nam de populariteit van Bacon ook bij particulieren enorm toe, wat vooral toe te schrijven is aan de Tweede Wereldoorlog. Veel mensen zagen in de schilderijen van Bacon een afspiegeling van de onzekere en gewelddadige tijden. In 1943 raakte hij bevriend met de beroemde schilder Lucian Freud, die lange tijd de beste vriend van Bacon zou blijven. Dankzij de vriendschap met Freud kon Bacon in 1944 zelfs gastcolleges op de London Academy of Fine Arts geven.

### De grote doorbraak:Three Studies for Figures at the Base of A Crucifixion
In 1944 maakte Bacon het schilderij dat hem in een klap wereldberoemd zou maken. Bacon noemde het schilderij zelf: 'mijn ultieme meesterwerk'.
Vreemd genoeg is Three Studies helemaal geen schilderij, maar een voorstudie. Bacon liep namelijk rond met het idee om een enorm kruisigingsschilderij te maken. Aan de voet van het kruis zouden agressieve wezens komen te staan die de gekruisigde zouden uitlachen. Bacon zat te denken over het uiterlijk van de wezens toen hij het Griekse mythologische boek Oresteia onder ogen kreeg, waarin de Euminides voorkomen. Dit zijn een soort wraakgodinnen. Tijdens het lezen van het boek zag Bacon ineens de beelden van afschuwelijke grijze wezens in zijn hoofd. Om te voorkomen dat hij deze beelden zou vergeten, schilderde hij razendsnel drie wezens op drie hardboard platen.
Eric Hall bezocht zijn atelier en zag de drie impulsief geschilderde monsters, waarna hij meteen aanbood om het te kopen. Hall schonk de werken vervolgens als één drieluik aan de Tate Gallery.
Volledig onverwacht oogstte Three Studies enorm veel lof en zorgde het schilderij voor een sensatie. De echte kruisiging heeft Bacon nooit geschilderd, waardoor de drie voorstudies als één drieluik een eigen leven zijn gaan leiden.
Het uitbrengen van Three Studies was het belangrijkste moment uit Bacons carrière. Voor het eerst had hij nu een werk afgeleverd dat niet in de schaduw stond van Picasso en voor het eerst had hij nu een duidelijke eigen stijl laten zien. Na een jarenlange worsteling had hij eindelijk zijn artistieke identiteit gevonden. De combinatie van een snelle, losse en energieke schilderstijl met een angstaanjagende voorstelling, zou na Three Studies in alle schilderijen van Bacon voorkomen.

### De hoogtijdagen
In 1946 nam Bacon deel aan een groepstentoonstelling en hij kreeg voor het eerst in zijn leven lovende recensies. Bacon verkocht daar, voor een aanzienlijk hoog bedrag, het doek (Study for Figure II) aan de Contemporary Art Society, waarna hij een van de grootste namen in de kunstwereld was. De onverwacht grote bewondering voor zijn werk had Bacon niet alleen te danken aan het vinden van zijn artistieke identiteit, maar nog meer aan het veranderen van de tijdgeest. Na de oorlog had iedereen een hekel gekregen aan de traditionele schildertechnieken en het experimenteel schilderen vierde hoogtij. Snel, dynamisch en psychologisch waren de sleutelwoorden van de moderne schilderkunst en Bacons werk paste naadloos tussen het abstract expressionisme en de Cobrabeweging, de twee stromingen die de kunstwereld domineerden.
In 1950 zag Bacon in een oud schoolboek het portret Innocentius X van Velázquez staan. Hij raakte totaal geobsedeerd door dit portret, omdat de paus (de ultieme autoriteit) op een onzekere en twijfelende manier werd afgebeeld. Volgens Bacon had Velázquez hiermee het ultieme doel van iedere kunstschilder bereikt, namelijk de onderhuidse psyche van een persoon afbeelden. Bacon begon meteen een hele reeks schilderijen te maken waarin hij het portret van Innocentius steeds verder psychisch ontleedde. Volgens hem zaten er in het zeer realistisch geschilderde schilderij van Velázquez talloze psychische zwakheden van Innocentius verborgen. Bacon probeerde iedere zwakheid in een schilderij nog explicieter af te beelden, wat resulteerde in meer dan 15 schilderijen over paus Innocentius. Vaak beeldde hij de paus daarbij af in een soort glazen kubus waar hij niet uit lijkt te kunnen ontsnappen.
In deze zelfde periode begon Bacon aan een reeks schilderijen waarin hij de psyche van Vincent van Gogh probeerde te ontleden. Hij nam een aantal beroemde werken van Van Gogh en schilderde deze na in een veel extremere versie. Hij was geïnspireerd geraakt door de film Lust for Life over het leven van Vincent van Gogh. Zijn portretten van Vincent van Gogh zijn een kruising tussen de boeren schilderijen en de zelfportretten.
Tussen de Pausen en de Van Gogh-variaties door, maakte Bacon ook een aantal portretten van apen waarmee hij wilde aantonen dat mensen vrijwel niet verschillen van dieren.
Hoewel de schilderijen al vanaf eind jaren 40 enorm veel geld opbrachten en vrijwel ieder schilderij bij voorbaat al verkocht was, had dit geen enkele invloed op Bacons levensstijl. In 1949 ging hij samen met Jessica Lightfoot in een sober appartement in Monte Carlo wonen. Terwijl de hoogbejaarde Lightfoot zat te breien op het balkon, ging Bacon in de casino's zichzelf te buiten aan gokken en drank. Vrijwel al het geld dat hij verdiende, werd meteen weer uitgegeven en dus bleef hij in armoede leven. De armoede was zelfs zo erg dat hij uit noodzaak op de ongeprepareerde achterkant van gebruikte doeken moest schilderen.
Het schilderen op ongeprepareerde doeken werd al snel zijn handelsmerk en Bacon zou sindsdien alles op ongeprepareerde doeken maken. Ook het vernietigen van doeken had hij nog steeds niet afgeleerd. Zodra een schilderij hem niet beviel, vernietigde hij het, ongeacht de enorme prijs die verzamelaars hem boden om het doek te kopen.
Vanaf eind jaren 50 werd Bacon regelmatig geïnterviewd door de Britse kunstjournalist David Sylvester. De talloze interviews, die door de jaren heen waren afgenomen, gaven een goed beeld van het excentrieke karakter van de schilder. Beroemd en berucht zijn de foto's die Sylvester nam van Bacons extreem rommelige en smerige atelier. De vloer lag bezaaid met afval en de muren, die Bacon als palet gebruikte, zaten onder de verfklodders.

### Late jaren
Halverwege de jaren 60 veranderden de onderwerpen in Bacons oeuvre. De kruisiging, wilde dieren, pausportretten, kadavers en Van Gogh-studies, werden vervangen door portretten van dierbaren en kennissen uit Bacons eigen omgeving. Ook begon hij te werken aan een reeks drieluiken waarin hij gebeurtenissen uit zijn eigen leven verwerkte.
Een belangrijke ontwikkeling in zijn leven was de relatie met George Dyer. Bacon leerde hem in 1963 kennen en hij zou zijn partner blijven tot 1971. Dyer kon de extravagante levensstijl - met veel drank - van Bacon niet aan en hij pleegde zelfmoord op de vooravond van Bacons tentoonstelling in het Grand Palais in Parijs. Om het overlijden van Dyer te verwerken, maakte Bacon een aantal drieluiken waarin hij de dood van zijn vriend beschreef.
Vanaf de jaren 80 veranderde Bacons schilderstijl drastisch. De ruwe agressieve penseelstreken en een onduidelijke schilderstijl werden vervangen door een fijnere schilderstijl, waarbij Bacon zich steeds meer ging richten op een realistische schildertechniek. Ook werden de kleuren zachter en beter gecombineerd.
Zijn laatste schilderij Study of a Bull, waaraan hij in 1991 werkte, was jarenlang onvindbaar, maar werd in 2016 in een privécollectie opgespoord. Bacon overleed in 1992 op 82-jarige leeftijd aan een hartinfarct na een leven in flamboyante stijl (drank en gokken).

## Techniek
Na Three Studies hanteerde Bacon in veel van zijn schilderijen dezelfde techniek. Deze techniek stond haaks op alle conventies van de schilderkunst. De techniek gaf Bacons werk een unieke touch.
- Bacon schilderde al zijn schilderijen op ongeprepareerd linnen. Het linnen zoog hierbij, tijdens het droogproces, een groot gedeelte van de verf op waardoor er een bleke vale kleur ontstond. Er was eigenlijk geen verf op het doek te zien, maar eerder een reeks verkleuringen van het doek.
- Hij schilderde altijd foto's na. Volgens Bacon was een foto altijd een objectieve weergave en moest hij bij het schilderen daar iets subjectiefs aan toevoegen.
- Bacon smeet verf op een doek en keek daarna wat hij erin zag en in hoeverre de vlek, die dan ontstaan was, leek op de persoon die hij wilde naschilderen. Vaak ging hij de klodders verf met een paletmes, een krantenprop of een kwast uitvegen. Hij deed dit net zo lang totdat hij, al boetserend, een bepaalde voorstelling uit de verfklodder haalde. Na afloop voegde hij pas de contouren toe door deze gewoon rechtstreeks uit de tube op het doek te knijpen. Soms bracht hij de contouren, impasto, aan met een mes. Andere strakke lijnen werden met pastelkrijt aangebracht.
- Soms paste Bacon de grattagetechniek toe. Hierbij werden verschillende verflagen over elkaar aangebracht, waarna hij met een scherp mes stukken uit de verf wegsneed. Het resultaat was een reeks wilde kleuren door elkaar heen.
- Ook de frottagetechniek werd toegepast. Hierbij smeerde hij verf met een kwast op het doek waarna hij met een krantenprop over de, nog natte, verflaag wreef. De afdrukken van de krantenprop kwamen dan in de verf te staan. Ook bedekte hij kleine voorwerpen zoals stukjes hout en touw onder een laag verf. Waarna deze laag gedroogd was zaten de stukjes vast onder de verf, vervolgens ging hij er met een verfroller met olieverf overheen zodat de afdrukken van de voorwerpen in de verf kwamen te staan.
- Hij plakte soms lappen stof of andere voorwerpen en materialen in het schilderij.
- "Bij het maken van een portret", zei Bacon eens "zou ik het liefst een handvol verf tegen het doek gooien, in de hoop dat het er dan in een keer staat". Bacon heeft altijd volgehouden dat hij nooit voorstudies en schetsen maakte, na zijn dood zijn er echter talloze tekeningen terugvonden, ook hebben veel van zijn schilderijen een schets als basis gehad.
- Bacon lijstte al zijn schilderijen in achter een glasplaat. Dit zorgde ervoor dat het schilderij op afstand bleef, het was als het ware een soort scheidslijn tussen schilderij en toeschouwer.

## Werk (selectie)
- Figures in a Garden (1936)
- Three Studies for Figures at the Base of a Crucifixion (1944)
- Figure in a Landscape (1945)
- Study of a Dog (1952)
- Figure in a Landscape (1952)
- Study for a Portrait (1952)
- Man with Dog (1953)
- Study for Portrait II (after the Life Mask of William Blake) (1955)
- Study for a Portrait of Van Gogh IV (1957)
- Figure with Meat (1954)
- Paralytic Child Walking on All Fours (from Muybridge) (1961), Kunstmuseum Den Haag[9]

Zie verder bij 'Externe links'.

## Musea
- Guggenheim Museum en het Museum of Modern Art[10] in New York
- Minneapolis Institute of Arts in Minnesota
- National Gallery of Scotland in Edinburgh
- National Gallery of Australia in Canberra
- Städel Museum in Frankfurt
- Kunstmuseum Den Haag

## Tentoonstellingen (selectie)
- Francis Bacon van 27 januari t/m 13 mei 2001 in het Gemeentemuseum Den Haag[11]
- Francis Bacon van 11 september 2008 t/m 4 januari 2009 in Tate Gallery in Londen[12]
- Francis Bacon van 3 februari t/m 19 april 2009 in het Prado in Madrid[13]
- Caravaggio – Bacon van 2 oktober 2009 t/m 24 januari 2010 in Galleria Borghese in Rome[14][15]

### Overzicht van zijn werk
- Biomorphic Drawing (1930s)
- Three Studies for Figures at the Base of a Crucifixion (1944) (Tate)
- Figure Study I (1945) (NG Scotland)
- Painting (1946)
- Head VI (1949)
- Study of a Baboon (1953) (MoMA)
- Study after Velázquez's Portrait of Pope Innocent X (1953) (Des Moines)
- Two Figures in the Grass (1954)
- Figures in a Landscape (1956-7)
- Study for Portrait of P.L., no. 2 (1957) (Sainsbury Centre for Visual Arts)
- Pope with Owls (1958) (Brussels Museum of Modern Art) Bruzz (2016)
- Three Studies for a Crucifixion (March 1962) (Guggenheim)
- Portrait of Man with Glasses III (1963)
- Portrait of George Dyer in a Mirror (1968)
- Self-Portrait (1971)
- Study for Portrait of Lucian Freud (sideways) (August 1971)
- Two Figures with a Monkey (1973) (Museo Rufino Tamayo)
- Study for Portrait (Michel Leiris) (1978)
- Sphinx - Portrait of Muriel Belcher (1979)
- Triptych (1991)

- Art Gallery of South Australia: 2925
- Bibsys: 90542707
- Biblioteca Nacional de España: XX1141123
- Bibliothèque nationale de France: cb12054593n (data)
- Catàleg d'autoritats de noms i títols de Catalunya: 981058527593406706
- Digitale Bibliotheek voor de Nederlandse Letteren: baco004
- Gemeinsame Normdatei: 11850570X
- International Standard Name Identifier: 0000 0001 2095 6358
- Library of Congress Control Number: n79139544
- Nationale Bibliotheek van Letland: 000202871
- MusicBrainz: d84d03ed-df54-486a-b91d-f746dfd2b1a3
- Musée national d'archéologie, d'histoire et d'art: lkl012257
- Bibliotheek van het Japanse parlement: 00432020
- National Gallery of Victoria: 824
- Nationale Bibliotheek van Tsjechië: jn20010525051
- Nationale bibliotheek van Australië: 35011666
- Nationale Bibliotheek van Israël: 987007258030705171
- Nationale Bibliotheek van Polen: a0000001182947
- Nederlandse Thesaurus van Auteursnamen: 068245114
- PIC: 318123
- Réseau des bibliothèques de Suisse occidentale: 02-A012312332
- RKD-Nederlands Instituut voor Kunstgeschiedenis: 3435
- Istituto Centrale per il Catalogo Unico: RAVV025748
- LIBRIS: 176516
- SNAC: w6hm5w8x
- Système universitaire de documentation: 028780698
- Trove: 140689
- Union List of Artist Names: 500021153
- Virtual International Authority File: 14789843
- WorldCat: E39PBJbCHVd3tJdHPhgvWCQwmd